# Jouy-le-Châtel
Jouy-le-Châtel ist eine französische Gemeinde mit 1.581 Einwohnern (Stand: 1. Januar 2022) im Département Seine-et-Marne in der Region Île-de-France. Sie gehört zum Arrondissement Provins und zum Kanton Provins (bis 2015: Kanton Nangis). Die Einwohner heißen Joviciens.

## Geographie
Jouy-le-Châtel liegt etwa 61 Kilometer ostsüdöstlich von Paris. Umgeben wird Jouy-le-Châtel von den Nachbargemeinden Amillis im Norden, Dagny im Nordosten, Bannost-Villegagnon im Osten, Chenoise-Cucharmoy im Südosten, Saint-Just-en-Brie im Süden, Pécy im Westen und Südwesten sowie Vaudoy-en-Brie im Westen und Nordwesten.

## Bevölkerungsentwicklung
| Jahr                       | 1962 | 1968 | 1975 | 1982 | 1990 | 1999 | 2006 | 2017 |
| Einwohner                  | 1083 | 1016 | 1021 | 1221 | 1365 | 1392 | 1415 | 1527 |
| Quellen: Cassini und INSEE |      |      |      |      |      |      |      |      |

## Sehenswürdigkeiten
- Kirche Saint-Aubin aus dem 11. Jahrhundert, Monument historique seit 1926
- Donjon aus dem 13. Jahrhundert im Schloss Vigneau aus dem 19. Jahrhundert
- Schloss Klein-Paris (Le Petit Paris) aus dem 18. Jahrhundert
- Gutshof Beaupré

Siehe auch: Liste der Monuments historiques in Jouy-le-Châtel

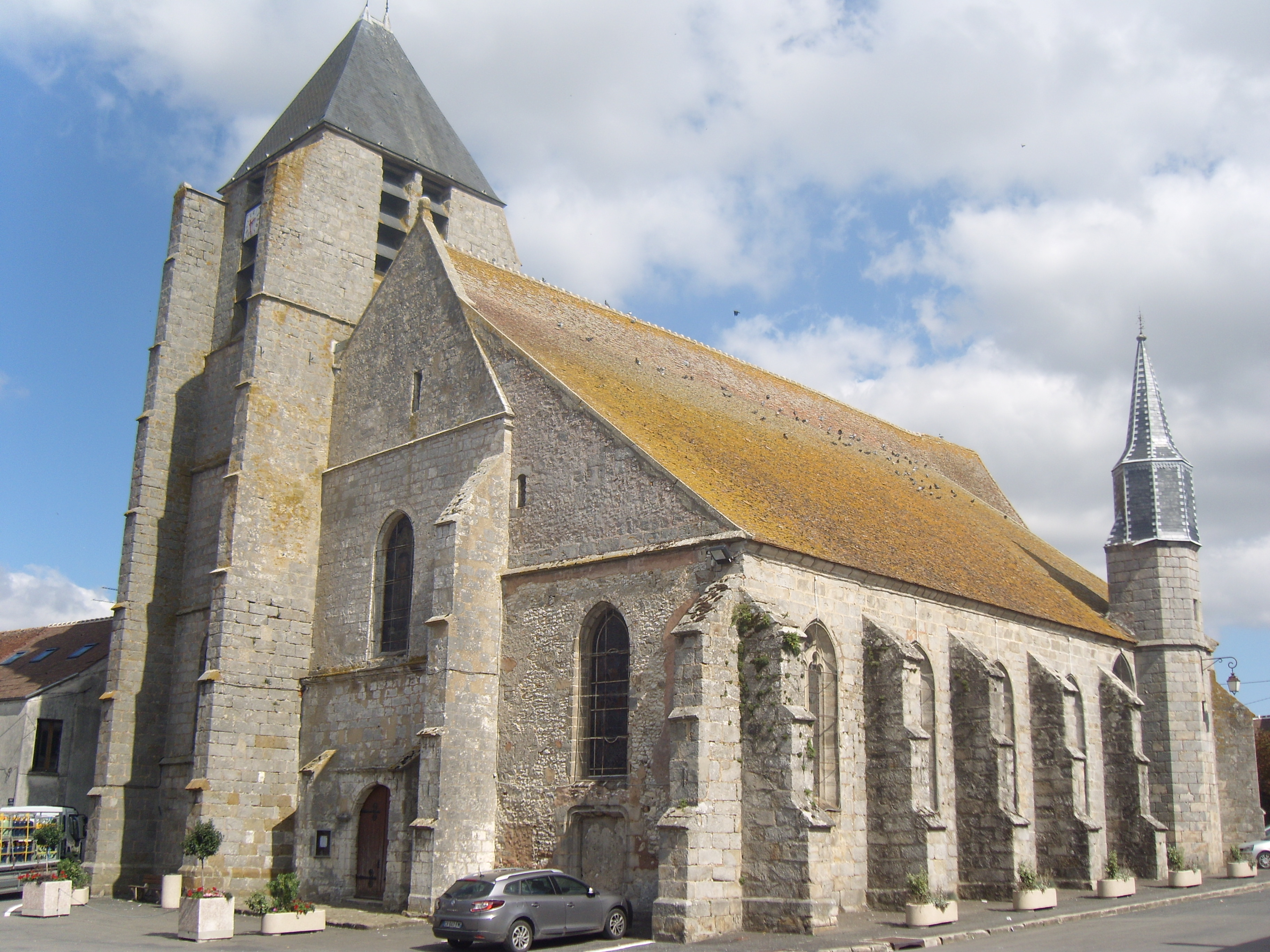
Kirche Saint-Aubin
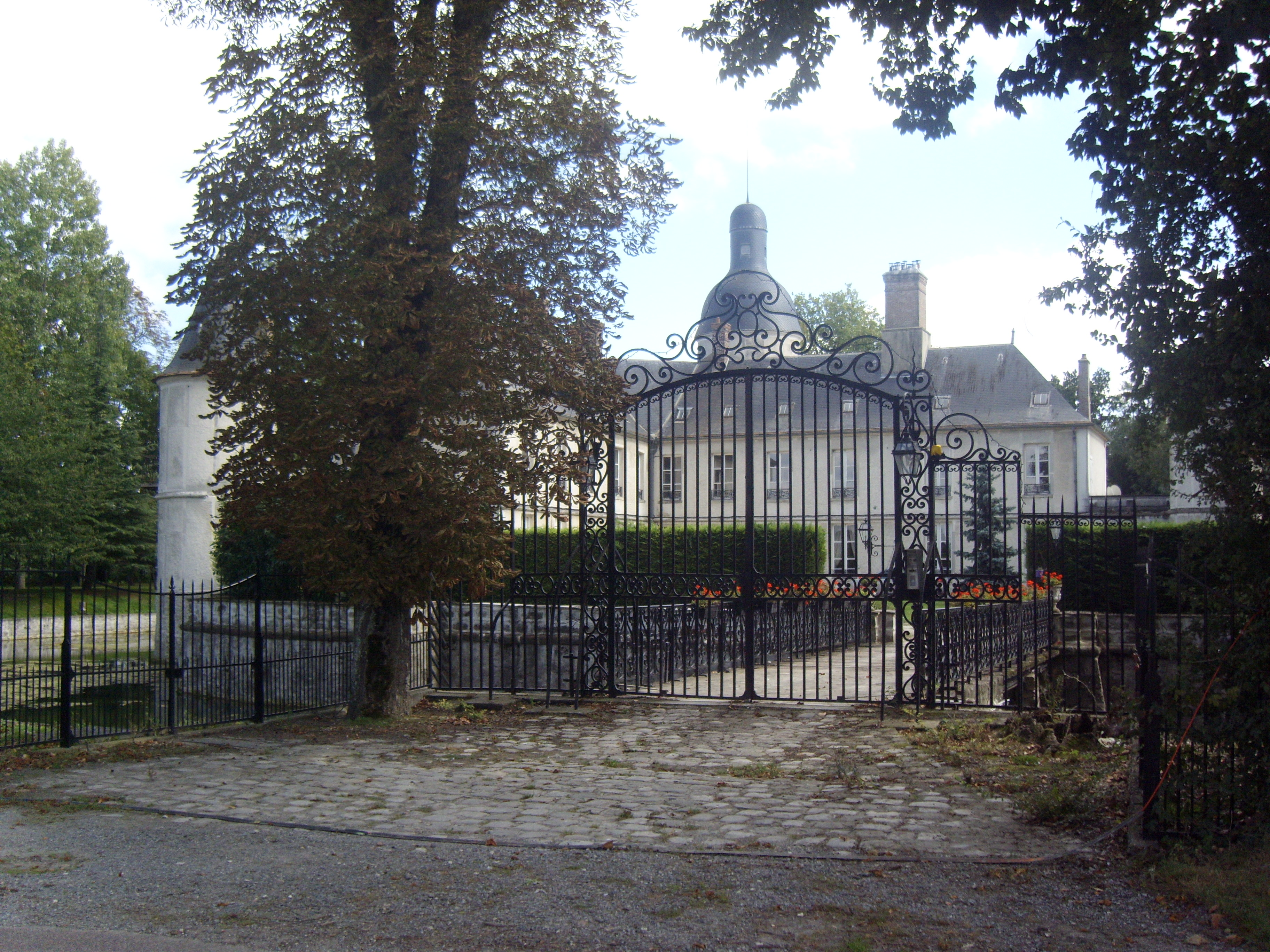
Schloss Vigneau